# Margarethe Martiny-Holzhausen
Margarethe Martiny-Holzhausen (auch: Grete Martiny, * 8. Juli 1893 in Przemyśl; † 18. August 1976 in Graz) war eine österreichische Bildhauerin, Malerin, Kinderbuchautorin und Illustratorin.

## Biografisches
Geboren wurde Margarethe Martiny-Holzhausen als Tochter von Ludwig Friedrich Freiherr von Holzhausen und der Malerin Olga von Holzhausen (geb. Metzger) in Przemyśl. Ab 1910 studierte sie an der Landeskunstschule Graz bei Alfred Zoff Landschaftsmalerei. Am 28. Dezember 1921 heiratete sie Nikolaus von Martiny, der 1920 in Radstadt die Radstädter Kunst-Keramik Martiny – seit 1924 Alpenländische Kunstkeramik Liezen – begründet hatte. Ihre gemeinsame Tochter, die Künstlerin Elisabeth Charlotte Martiny, wurde 1929 geboren. Die Familie bewohnte seit 1925 die Villa Kreuzhäusler in Liezen.
Seit ihrer Verehelichung hatte Margarethe Martiny-Holzhausen im Keramikbetrieb ihres Mannes in Radstadt und Liezen als Bildhauerin expressionistischer Keramikfiguren mitgearbeitet. Margarethe Martiny-Holzhausen schrieb und illustrierte verschiedene Kinderbücher, u. a. Die Bärenkinder und Familie Stolzohr. Eine Hasengeschichte. (Verlag Walter Flechsig, Dresden 1940/41).
1952 übersiedelte sie nach Graz, wo sie als hauptsächlich als Porträtistin und als Werbegraphikerin arbeitete. Ihre Arbeiten, „häufig in kräftigen kontrastreichen Farben, sind von Symbolismus, Jugendstil und Expressionismus beeinflusst.“

## Auszeichnungen
- 1922 Silbermedaille für ein Ölgemälde auf einer Kunstausstellung in Salzburg
- 1930 Österreichischer Staatspreis